# جوليو ساراودي
جوليو ساراودي (بالإيطالية: Giulio Saraudi)‏ كان ملاكم محترف إيطالي صنّف ضمن فئة الوزن الثقيل بدأ مسيرته الاحترافية سنة 1965. سبق أن شارك في دورة الألعاب الأولمبية الصيفية سنة 1960 وحقق الميدالية البرونزية فيها.

## إحصائيات
خاض خلال مسيرته 14 نزالا، فاز في 9 وتعادل في 3 وخسر في 1. فاز بالضربة القاضية في 4 نزالا.

## الميداليات
| الميدالية | المسابقة                       |
| --------- | ------------------------------ |
| برونزية   | الألعاب الأولمبية الصيفية 1960 |

## روابط خارجية
- جوليو ساراودي على موقع بوكس ريك (الإنجليزية) (registration required)
- جوليو ساراودي على موقع أوليمبيديا (الإنجليزية)
- جوليو ساراودي على موقع اللجنة الأولمبية الإيطالية (الإيطالية)